# Mannerheimplatsen

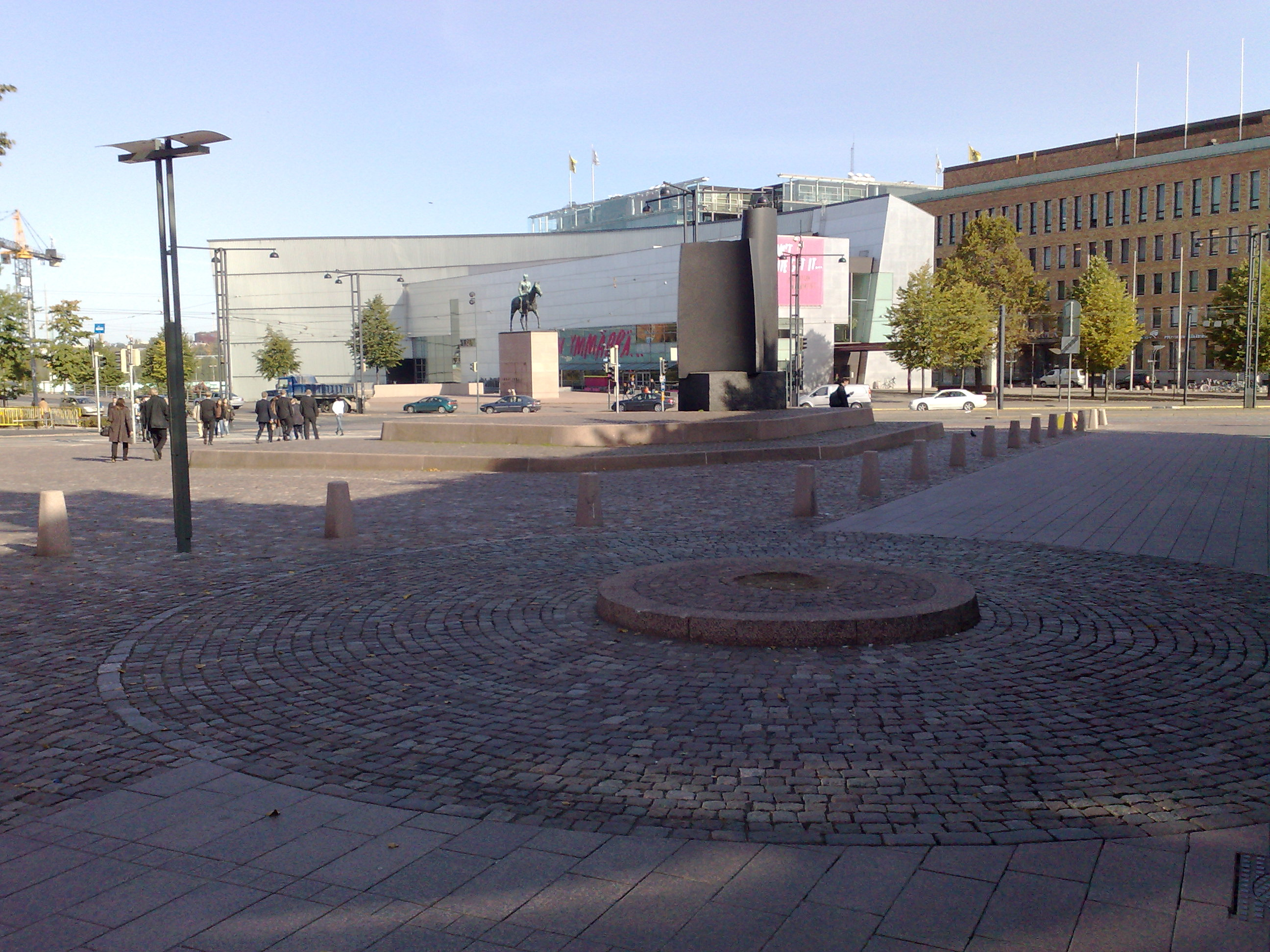
Mannerheimplatsen, sedd från Salomonsgatan

Mannerheimplatsen (finska: Mannerheimaukio) är ett litet torg vid Mannerheimvägen i Helsingfors, mitt emot Paasikiviplatsen. Vid Mannerheimplatsen ligger Kiasma och Posthuset. Den tidigare norra delen av torget, mellan Kiasma och Sanomahuset, döptes 2014 om till Tekla Hultins plats efter historikern och politikern Tekla Hultin.
På 1870-talet låg nuvarande Mannerheimplatsen helt i utkanten av staden Helsingfors, omedelbart innanför Esbo tull vid slutet av dåvarande Henriksgatan. På södra delen av nuvarande Mannerheimplatsen mot Henriksgatan låg då det privatägda gasverk som Gaslysnings ab uppfört 1861. Detta inköptes av Helsingfors stad 1900, varefter ett nytt gasverk byggdes 1909–1910 i Södervik i Sörnäs.
År 1960 restes på platsen Marskalk Mannerheims ryttarstaty av Aimo Tukiainen över Gustaf Mannerheim.

## Bildgalleri

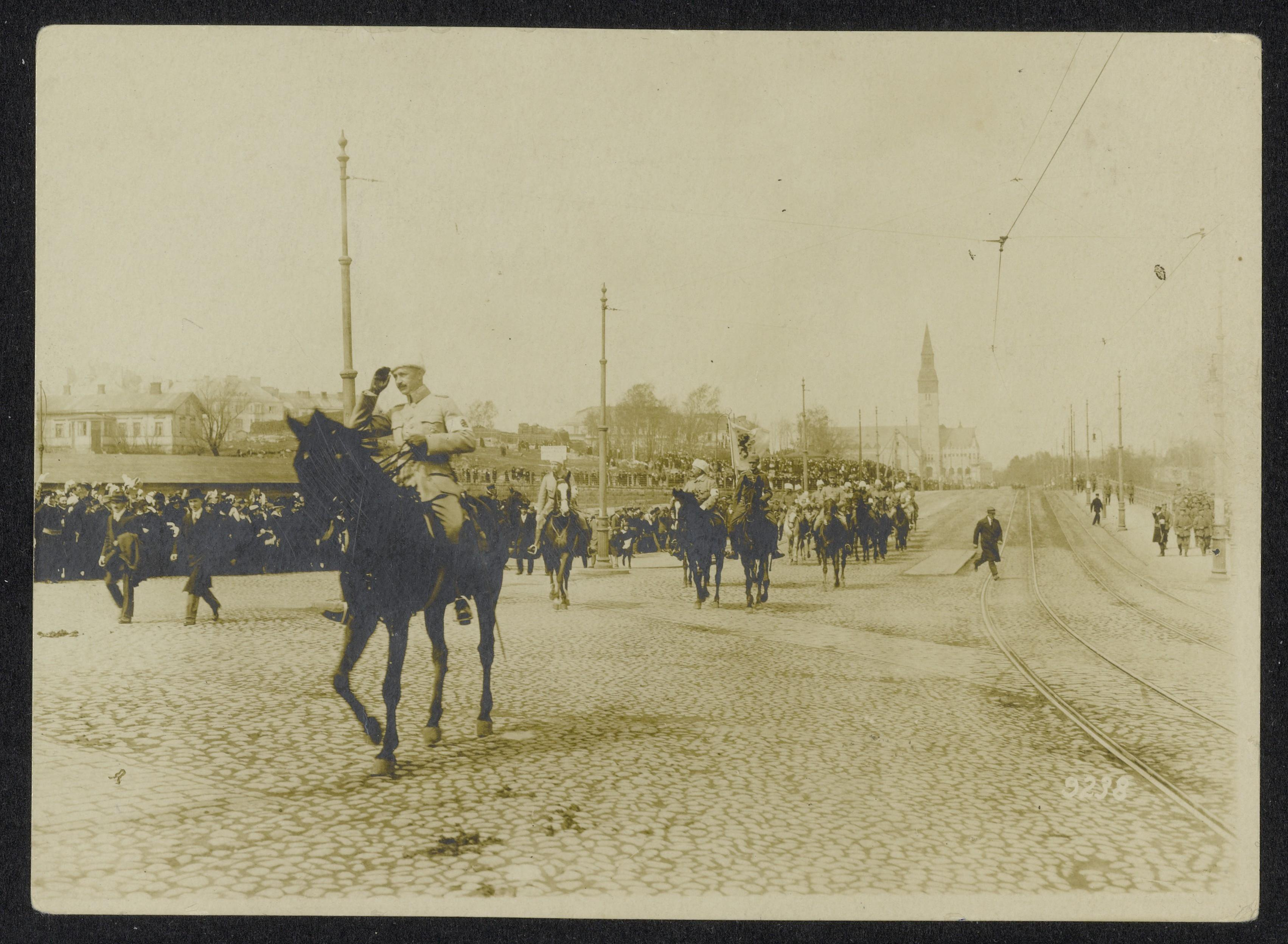
Gustav Mannerheims intåg i Helsingfors den 16 maj 1918, vid nuvarande Mannerheimplatsen
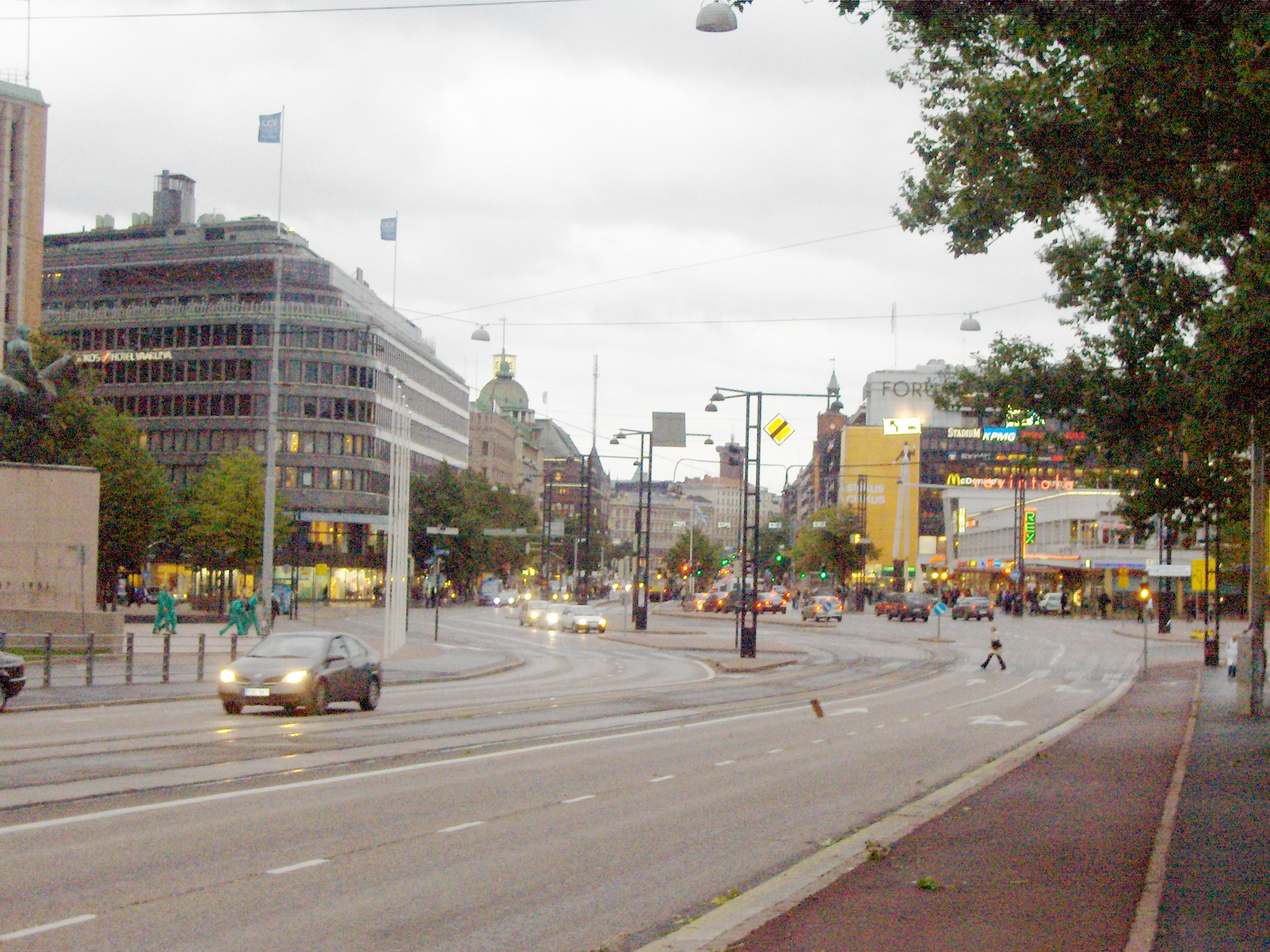
Mannerheimvägen söderut med Skillnaden, med Sokos-huset och Glaspalatset på ömse sidor av gatan. Till vänster i bilden skymtar Posthuset och Marskalk Mannerheims ryttarstaty, 2005
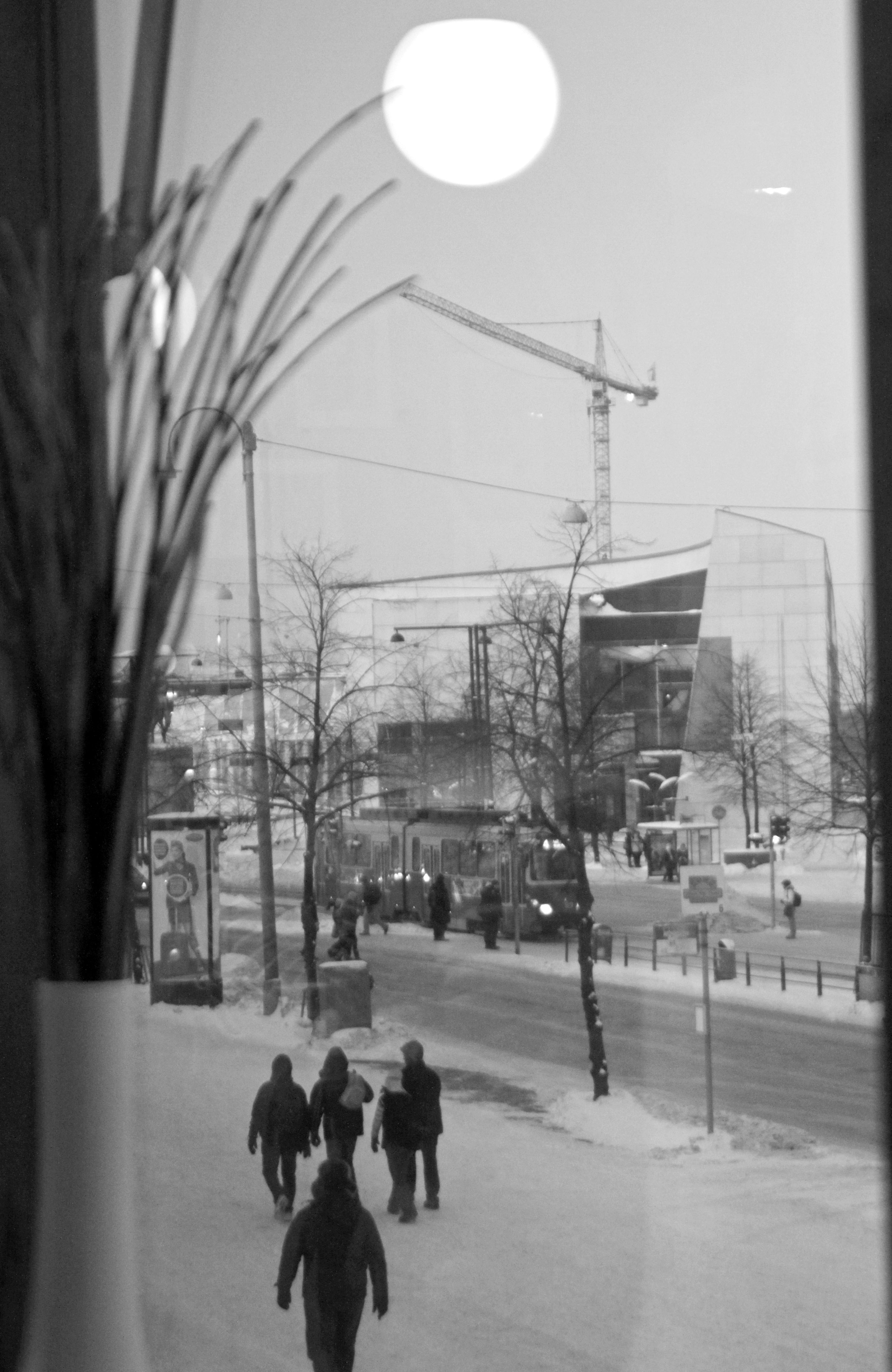
Mannerheimplatsen  med Kiasma, sedd från Paasikiviplatsen, 2010
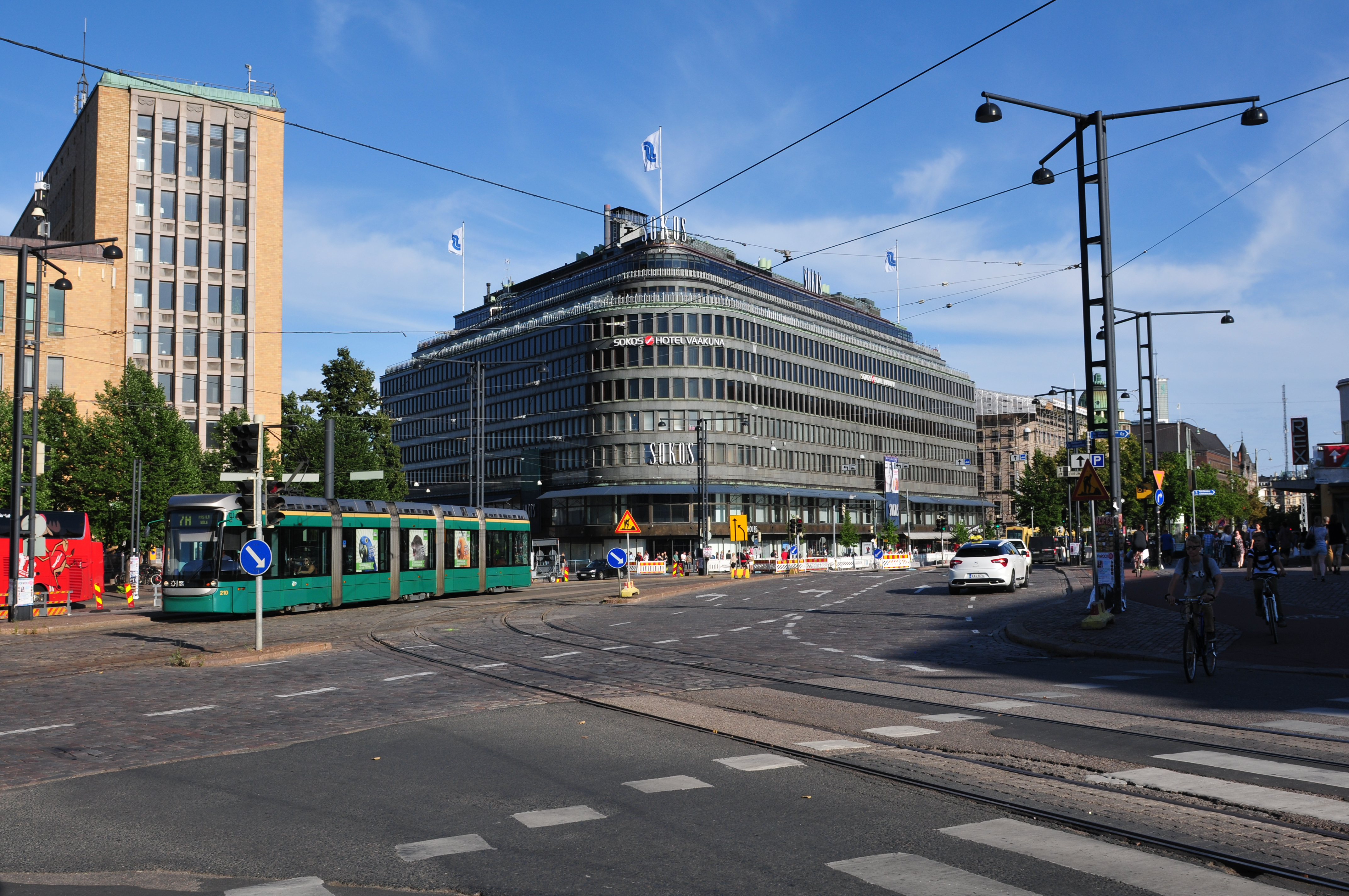
Postgatans mynning i Mannerheimvägen, med Posthuset och Sokoshuset, 2014